# Labbra proibite (film 1932)
Labbra proibite (Rockabye) è un film del 1932, diretto da George Cukor. La sceneggiatura si basa su Rockabye, un testo teatrale non pubblicato di Lucia Bonder, messo sotto copyright il 17 novembre 1924.

## Produzione
Il film fu prodotto dalla RKO Radio Pictures che comperò i diritti di un testo teatrale di Lucia Bonder, tratto da un suo racconto, Our Judy, pubblicato su Smart Set Magazine. Secondo il Film Daily, la RKO acquistò i diritti da Gloria Swanson.

## Distribuzione
Il copyright del film, richiesto dalla RKO Radio Pictures, Inc., fu registrato il 25 novembre 1932 con il numero LP3491.
Distribuito dalla RKO Radio Pictures, il film uscì nelle sale cinematografiche USA il 25 novembre 1932 con il titolo originale Rockabye.